# Малборк
Малборк (литв. Marienburgas, лат. Mariaeburgum, Mariae castrum, Marianopolis) град је у северној Пољској покрајини Жулави у делти реке Висле, Војводство Поморје, и главни град повјата Малброк.

## Историја
Град је настао око пруског средњовековног дворца Орденсбург Маријенбург, данас Малборшки дворац, који су основали тевтонски витезови 1274. године на обалама реке Ногат, неколико километара од мора до којег су имали олакшан приступ. И дворац и град су име добили по заштитиници града, Блаженој Девици Марији. Утврђени дворац је постао седиште тевтонског реда и највећа готичко утврђење у Европи. Тевтонски витезови су наплаћивали путарину на речном промету и увели су монопол на трговину јантаром. Касније је постао чланица Ханзеатске лиге трговачких градова и више сабора овог удружења је одржано у дворцу.
Током Тринаестогодишњег рата тевтонски витезови су дворац препустили царским војницима из Бохемије који су га 1457. године продали пољском краљу Казимиру IV Након што су Пруси пружили трогодишњи отпор Пољацима, град је ипак пао и вођа отпора, Бартоломеј Блум, је обешен и рашчеречен, а 14 његових официра је бачено у тамницу где су преминули. Блуму је подигнут споменик 1864. године када су Малброком поновно владали Пруси.
Након Другог мировног уговора у Торуњу, 1466, Малброк је припао Краљевској Пруској, а анектиран је након Прве поделе Пољске 1772. године. Маријенбург је постао делом Немачког царства 1871. године, а Версајским уговором је дато становницима града да на референдуму одлуче хоће ли бити део источне Пруске или Друге Пољске републике. Након што су гласали 11. јула 1820, грађани су дали 9.641 гласова за Пруску, а само 165 за Пољску.
Велика криза је снажно уздрмала Источну Пруску која се тешко опорављала од Првог светског рата. Када су Нацисти дошли на власт 1933. године почели су прогонити Јевреје, а након Инвазије на Пољску 1939. године и пољску мањину у граду.
Током Другог светског рата у близини града је подигнут аеродром и фабрика авиона коју су Савезници бомбардоvали два пута, 1943. и 1944. године. Пред крај рата град је проглашен Фестунгом, нацистичким градом-утврдом, и већина становника, осим њих 4.000, је побегло из града. Битка за град је потрајала од почетка 1945. до 9. марта када је Црвена армија освојила град. Град је предала пољским властима у априлу 1945. године, а у међувремену је локално становништво нестало од којих се за 1.840 становника ништа није знало. Тек је 1996. године пронађено 176 тела у масовној гробници, након чега је откривена још једна 2005. године са 123 тијела, као и огромна масовна гробница 2008. године са остацима 2.116 тела. Након форинзачарске анализе тела су покопана на Немачком ратном гробљу Старе Чарново. Истрагом је утврђено је да су били покопани наги и без зубних пломби, али како је само неколико тела имало пушчане ране, закључено је како нема основа за покретање истраге о ратном злочину 1. октобра 2010. године.
Након рата град су населили Пољаци, већином они протерани из пољских подручја које је анектирао СССР. Популација је константно расла, па је 1946. град бројао 10.017 становника, 1965. - 28.292, 1994. - 40.347, а 2004.- 38.950 становника.
Стари град није обновљен, а његова опека је коришћена у обнови средњовековних средишта Варшаве и Гдањска. Тако је једина средњоековна грађевина у граду Црква св. Јована, а на месту старог града је подигнуто стамбено насеље 1960-их.

## Демографија
| 2012.  |
| ------ |
| 39 252 |

## Знаменитости
Дворац Маријнебург (срп. „Маријин дворац“) је класични пример средњовековног утврђења који се градио преко 230 година, а по завршетку изградње, 1406. године, био је највећи готички дворац у Европи, као о највећи дворац од опеке и дан данас. Дворац заправо чине три дворца један у другоме, а током Другог светског рата више од 50% дворца је било уништено. Дворац је обновљен у годинама након рата, осим катедрале која се још увек обнавља. Данас се у њему налази Музеј дворца са експонатима о историји дворца и града Малброка.

## Рођени у Малборку
- Гжегож Лато, бивши пољски фудбалер.

## Градови пријатељи
Град Малборк је побратимљен или има неки вид сарадње са:
- Нордхорн, Немачка
- Тракај, Литванија
- Селвесборг, Шведска
- Ларвик, Норвешка
- Марњи ле Компјењ, Француска
- Монхајм ам Рајн, Немачка